# 张振川 (1954年)
张振川（1954年12月—），男，山东栖霞人，中华人民共和国政治人物。中共中央党校函授学院大专班经济管理专业毕业，中国社会科学院企业管理专业在职研究生学历。

## 生平
1976年加入中国共产党。历任日照市开发区管委会副主任、主任、党工委书记；中共五莲县委书记；中共济宁市委党委、组织部部长、市委副书记、副市长、代市长、市长等职。2010年12月任中共济宁市委书记，次年12月离任，2012年9月任青岛市人民政府特邀咨询。